# Lobelia hirtipes
Lobelia hirtipes är en klockväxtart som beskrevs av Franz Elfried Wimmer. Lobelia hirtipes ingår i släktet lobelior, och familjen klockväxter.
Artens utbredningsområde är Madagaskar. Inga underarter finns listade i Catalogue of Life.